# Anna Frajlichová
Anna Frajlichová, provdaná Zającová (* 10. března 1942, Katta-Tałdyk Kyrgyzstán), je polská básnířka židovského původu, prozaička a lektorka polské literatury, trvale pobývající ve Spojených státech amerických.

## Život
Narodila se v Katta-Taldyku v Kyrgyzské sovětské socialistické republice, kde její rodiče, kteří pocházeli ze Lvova, pobývali během druhé světové války. Po skončení války žila s rodinou ve Štětíně. Poté se přestěhovala do Varšavy, kde vystudovala polskou filologii na Varšavské univerzitě. V listopadu 1969 po antisemitské kampani, která následovala po březnových událostech, odešla se svým manželem Władysławem Zającem a synem Pawłem z Polska. Přednáší na Kolumbijské univerzitě a v roce 1990 obhájila doktorskou disertační práci na katedře slavistiky na Newyorské univerzitě. Léta publikuje v emigračním a celostátním tisku. V roce 2001 jí byl udělen Rytířský kříž Řádu za zásluhy, Polské republiky.

## Dílo
- 2019 – Sen o Lwowie / Sen o Lvově
- 2013 – Łodzią jest i przystanią
- 2011 – Czesław Miłosz. Lekcje
- 2010 – Laboratorium
- 2007 – The Legacy Of Ancient Rome In The Russian Silver Age
- 2006 – Between Dawn And The Wind – Pomiędzy świtem i wiatrem
- 2001 – Znów szuka mnie wiatr
- 2000 – W słońcu listopada
- 1993 – Ogrodem i ogrodzeniem
- 1994 – Jeszcze w drodze
- 1982 – Indian Summer
- 1986 – Który las
- 1979 – Tylko ziemia
- 1976 – Aby wiatr namalować